# Lifeline (album)
Pour les articles homonymes, voir Lifeline.
Albums de Ben Harper
Both Sides of the Gun White Lies for Dark Times
Lifeline est un album de Ben Harper, sorti en 2007. Son enregistrement s'est fait à Paris.

## Titres
1. Fight Outta You
2. In the Colors
3. Fool for a Lonesome Train
4. Needed You Tonight
5. Having Wings
6. Say You Will
7. Younger Than Today
8. Put It on Me
9. Heart of Matters
10. Paris Sunrise #7
11. Lifeline

## Crédits
- Enregistré au Gang Studio, Paris, en sept jours et uniquement avec du matériel analogique
- Paroles de Ben Harper
- Musique composée et interprétée par Ben Harper And The Innocent Criminals
- Chœurs de Rovleta Fraser et Michelle Haynes sur Needed You Tonight, Say You Will, Put It on Me et Heart of Matters